# 鵜飼沙樹
鵜飼 沙樹（うかい さき、5月8日 - ）は、日本のイラストレーター。
デジタルアートを使い緻密なイラストを描く。ライトノベルのイラストが多い。

## 略歴
兵庫県伊丹市に生まれる。幼稚園児や小学生の頃は、休み時間があれば絵を描いていた。小学生の頃は、種村有菜の漫画作品神風怪盗ジャンヌの絵柄を真似していた。中学生になるとパソコンを買ってもらい、色々なイラストを検索しては真似していた。部活は、吹奏楽部に入っていた。高校生になると韓国のイラストレーターキム・ヒョンテの絵柄を真似していった。部活は、放送部、漫研、軽音部のドラム担当と掛け持ちしていた。将来、イラストレーターになるか声優になるか迷ったが、イラストレーターは独学でも学べると考えたことと、声優の適正を知りたい思いから声優系の専門学校に進学した。その結果、イラストレーターの方が向いていると判断し、卒業すると直ぐにイラストの勉強を始めた。
2009年5月8日、pixivに初投稿。その3カ月後くらいに同人CDのジャケットイラストの仕事を受注し、同人の仕事が増えていった。同人の仕事が軌道に乗って1年後くらいに角川スニーカー文庫の担当者から小説「カレイドメイズ」のイラストを受注し、ライトノベルの仕事が増えていった。2020年9月25日、初画集「Salty Colors 鵜飼沙樹アートワークス」が発売された。

## 人物
好きな食べ物は麺類。

## 作品

### 画集
- Salty Colors 鵜飼沙樹アートワークス（2020年、KADOKAWA）

### 小説　装画・口絵・挿絵
- カレイドメイズ（著：湖山真 / 角川スニーカー文庫）
- ブラック・ブレット（著：神崎紫電 / 電撃文庫）
- 飛べない蝶と空の鯱（著：手島史詞 / ガガガ文庫）
- 黒猫の水曜日（著：地本草子 / 集英社スーパーダッシュ文庫）
- 《名称未設定》（著：津田夕也 / ファミ通文庫）
- The Tower of AION アトレイアの守護者（著：春日康徳 / ティー・オーエンタテインメント）
- ネクストライフ（著：相野仁 / ヒーロー文庫）※2巻まで
- グラウスタンディア皇国物語（著：内堀優一 / HJ文庫）※2巻まで
- 異世界迷宮の最深部を目指そう（著：割内タリサ / オーバーラップ文庫）
- 戦闘機少女クロニクル（著：瑠莉丸タクマ / 電撃文庫）※複数参加者の1人
- 異世界拷問姫（著：綾里けいし / MF文庫J）
- 学園陰陽師 安倍春明、高校生。陰陽師、はじめました。（箸：黒狐尾花 / 電撃文庫）
- 魔獣調教師ツカイ・J・マクラウドの事件録 獣の王はかく語りき（著：綾里けいし / NOVEL 0）

### CDジャケット
- 名も無き君へ、花、散り掛かる（世の漆黒）[5]
- 東京タワー水没地↓30m（世の漆黒）[6]
- PARCA（Matrica）[7]
- 旧約;眠れる夜に口づけを（世の漆黒）[8]
- 二輪葬 -A Longinus Hermonia-（世の漆黒）
- Neuntoter（Matrica）[9]
- LOST STORY（のぼる↑）[10]

### イラスト
- 暫 -SHIBARAKU!- 2011 創刊号（KAI-YOU）
- 英雄の決断（TOブックス）
- 占術の世界（日本文芸社）[11]
- ケルト神話全書（日本文芸社）[12]
- 『戦闘機少女クロニクル』（電撃文庫）登場ヒロイン 『キ201火龍』デザイン担当
- ささみさん@がんばらない 第8話エンドカード